# Ernst-Albert Holzapfel
Ernst-Albert Holzapfel (* 10. April 1936; † 23. Juni 2015) war ein deutscher Unternehmer und Verbandsfunktionär.

## Werdegang
Holzapfel war Inhaber des Heimtextilien- und Reitsportartikelherstellers Friedola in Frieda (Nordhessen).
Von 1991 bis 2007 war er Präsident des Bundesverbandes der Deutschen Sportartikel-Industrie. Zudem war er Vizepräsident der Europäischen Sportartikelindustrie.
Er war Förderer des Reitsports und war Mitglied im Präsidium der Deutschen Reiterlichen Vereinigung und dort Vorsitzender der Länderkommission.

## Ehrungen
- 1997: Verdienstkreuz 1. Klasse der Bundesrepublik Deutschland